# Le Temps
Le Temps (in italiano Il tempo) è un importante quotidiano svizzero in lingua francese. Fu fondato nel 1998 a Ginevra da David de Pury, dalla fusione dei precedenti quotidiani Journal de Genève e Nouveau Quotidien.
Le Temps è uno dei quattro più importanti quotidiani della Svizzera romanda insieme a Le Matin, 24 Heures e La Tribune de Genève.

## Redazione

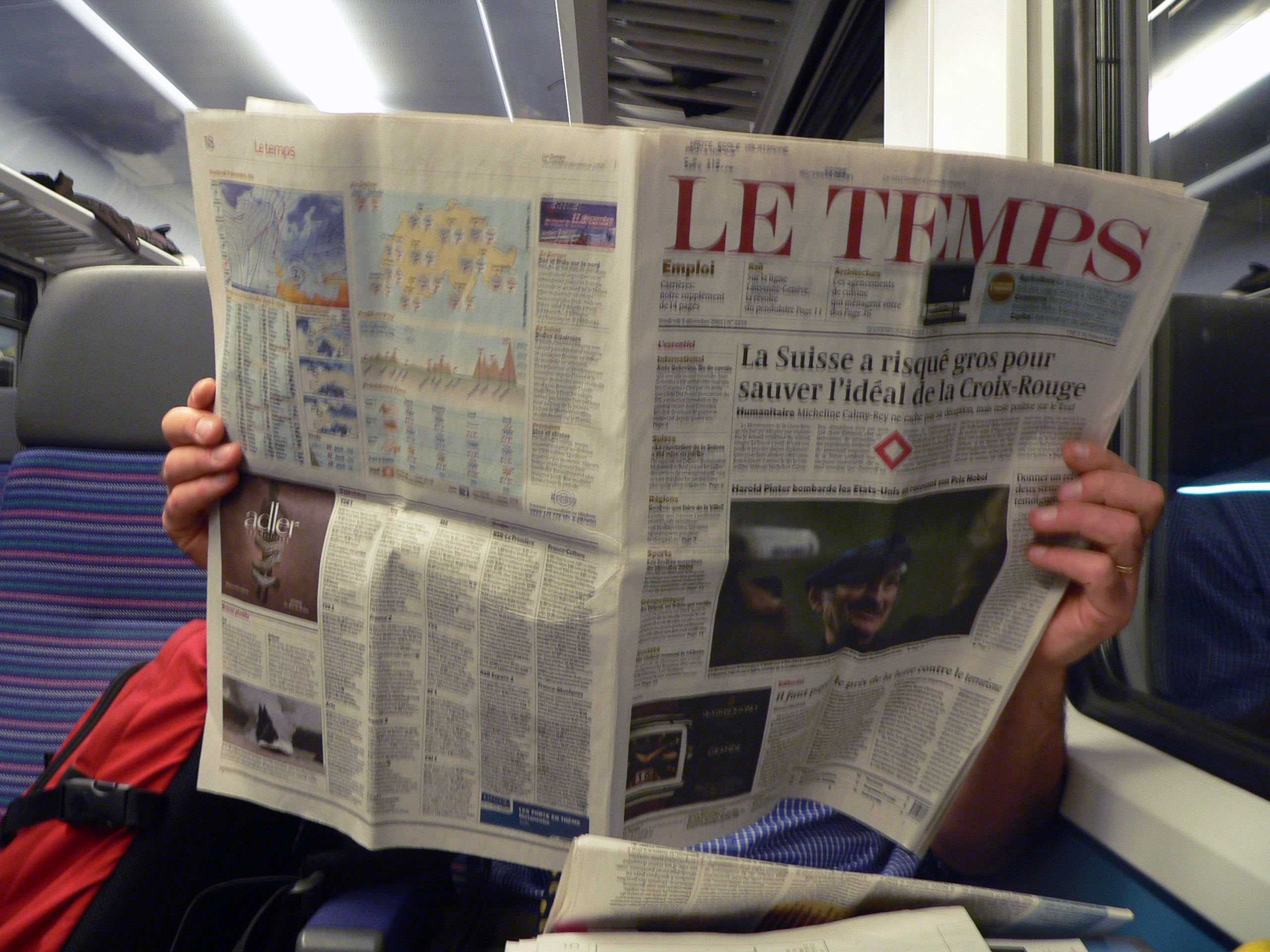

L'attuale presidente del consiglio di amministrazione è Stéphane Garelli, che ha sostituito Gilbert Coutau, vecchio parlamentare liberale. Il fondatore del giornale invece è David de Pury.
Per problemi finanziari Le Temps ha dovuto licenziare personale nel 2001, 2003 e 2006.
Il redattore capo è Jean-Jacques Roth, intellettuale liberale di Ginevra. Succede a Eric Hoesli, uomo di potere vaudese che prima lavorava per L'Hebdo, con sede a Losanna.

## Edizioni
Il numero del sabato contiene un supplemento culturale. Il numero invece di giovedì contiene il supplemento Sortir, che propone critiche del cinema, musica, teatro e mostre. le Temps dedica anche molto spazio ai temi internazionali, nazionali e regionali, nonché una pagina di discussione e approfondimenti su lavoro, economia e finanza.